# السا والنبری
السا والنبری (سوئدی: Elsa Wallenberg؛ زاده ۲۶ ژانویهٔ ۱۸۷۷ درگذشته ۱۷ اکتبر ۱۹۵۱) یک تنیس‌باز اهل سوئد بود.